# Zee Aquarium Bergen aan Zee
Het Zee Aquarium Bergen aan Zee is een openbaar aquarium in Bergen aan Zee in de Nederlandse provincie Noord-Holland. Het idee om een zeeaquarium te beginnen begon in 1954. Er werd uiteindelijk gebouwd op de plek van het voormalige Hotel Nassau dat in de Tweede Wereldoorlog werd afgebroken. In 1956 werd het Zee Aquarium Bergen aan Zee officieel geopend. Eind jaren 60 werd het restaurant Neptunus erbovenop gebouwd.
Aan het einde van de jaren 80 werd er het een en ander veranderd. De ingang werd verplaatst en het het Restaurant Neptunus veranderde in 'Neptunus Appartementen'. In de jaren 90 werden er grote bakken geplaatst met als thema onder andere: 'Noordzee' en 'Amazone'.

## Potvis
Van de drie aangespoelde potvissen in 1998 kon het Zee Aquarium Bergen aan Zee er een bemachtigen. Deze werd volledig schoongemaakt en tentoongesteld in een speciale ruimte van het Zee Aquarium, waar deze nu nog steeds te bezichtigen is.

## Dieren
Zee Aquarium Bergen aan Zee biedt een grote collectie aan zeedieren, waar naast vissen onder andere ook schaaldieren, roggen en haaien te zien zijn. Het bestaat uit een Noordzee, Tropische, Atlantische Oceaan en Middellandse Zee kant. Ook is er een Amazone-gebied waar piranha's zijn te zien.